# Anne Parsons, Condessa de Rosse
Anne Parsons, Condessa de Rosse (nascida Anne Messel, anteriormente Anne Armstrong-Jones; 8 de fevereiro de 1902 – 3 de julho de 1992), foi uma socialite e uma das fundadoras da Sociedade Vitoriana e a mãe de Antony Armstrong-Jones, 1.º Conde de Snowdon, ex-marido da princesa Margarida, Condessa de Snowdon.

## Biografia
Anne nasceu em Gloucester Terrace, Paddington, a única filha de Leonard Messel (1872–1953) e Maud Frances Sambourne (1875–1960), filha de Edward Linley Sambourne (1844–1910). Ela era irmã de Linley Messel (1899–1971) e do designer de teatro Oliver Messel (1904–1978).

## Casamentos

### Primeiro casamento
Anne fez sua estréia na sociedade em 1922. Anne se casou com Ronald Armstrong-Jones (18 de maio de 1899 – 27 de janeiro 1966) em 22 de julho de 1925 e eles se divorciaram em 1934. Eles têm dois filhos:
- Susan Anne Armstrong-Jones (12 de fevereiro de 1927 – maio de 1986) casou-se com John Vesey, 6.º Visconde de Vesci da Abadia Leix, em 20 de maio de 1950, com descendência.
- Antony Armstrong-Jones, 1.º Conde de Snowdon (7 de março de 1930 – 13 de janeiro de 2017) casou-se com a princesa Margarida do Reino Unido, em 6 de maio de 1960 e eles se divorciaram em 5 de julho de 1978, com descendência; casou-se com Lucy Davies em 21 de julho de 1978 e se divorciaram em 2000, com descendência.

### Segundo casamento
Anne se casou com Michael Parsons, 6.º Conde de Rosse (28 de setembro de 1906 – 5 de julho de 1979) em 19 de setembro de 1935. Eles têm dois filhos:
- Brendan Parsons, 7.º Conde de Rosse (21 de outubro de 1936) casou-se com Alison Cooke-Hurle em 15 de outubro de 1966, com descendência.
- O Hon. Desmond Oliver Martin Parsons (23 de dezembro de 1938 – 16 de julho de 2010) casou-se com Aline Edwina Macdonald em 22 de maio de 1965, com descendência.

## Fundadora da Sociedade Vitoriana
Em uma festa noturna de Guy Fawkes em 1957, inspirada em sua casa no 18 Stafford Terrace e na reação de seus visitantes, Anne propôs a fundação de uma sociedade vitoriana para estimular a preservação e apreciação do que era então arte e arquitetura fora de moda. Um punhado de entusiastas, incluindo John Betjeman e Nikolaus Pevsner, concordaram em apoiar a causa. A Sociedade Vitoriana foi fundada no 18 Stafford Terrace em fevereiro de 1958 com o objetivo de preservar a arquitetura vitoriana e eduardiana e incentivar a pesquisa sobre a arte e a história do período.

## Título e estilos
- 8 de fevereiro de 1902 – 22 de julho de 1925: Srta. Anne Messel
- 22 de julho de 1925 – 1934: Sra. Ronald Armstrong-Jones
- 1934 – 19 de setembro de 1935: Sra. Anne Armstrong-Jones
- 19 de setembro de 1935 – 5 de julho de 1979: A Muito Honorável a Condessa de Rosse
- 5 de julho de 1979 – 3 de julho de 1992: A Muito Honorável a Condessa Viúva de Rosse